# ビュル＝レ＝タンプリエ
ビュル＝レ＝タンプリエ （Bure-les-Templiers）は、フランス、ブルゴーニュ＝フランシュ＝コンテ地域圏、コート＝ドール県のコミューン。

## 歴史
アラン・ドゥミュルジェとジャン・リシャールの説に従えば、ラングル司教の憲章が、1133年にブレが創設されたことを示している。しかし、J・M・ロジェに従えば、パイアン・ド・ビュル（Païen de Bures）によって遅くとも1120年につくられたことになる。しかし1133年の憲章は、かつてパイアンに寄進されたことが想起されていないのである。

## 人口統計
| 1962年 | 1968年 | 1975年 | 1982年 | 1990年 | 1999年 | 2006年 | 2012年 |
| ------ | ------ | ------ | ------ | ------ | ------ | ------ | ------ |
| 235    | 211    | 172    | 154    | 130    | 150    | 137    | 141    |

source=1999年までLdh/EHESS/Cassini、2004年以降INSEE

## 史跡
- サン・ルノベール礼拝堂 - 歴史文化財[7]
- サン・ジュリアン教会 - 歴史文化財[8]
- ビュルのコマンドリー - テンプル騎士団のコマンドリー[9]

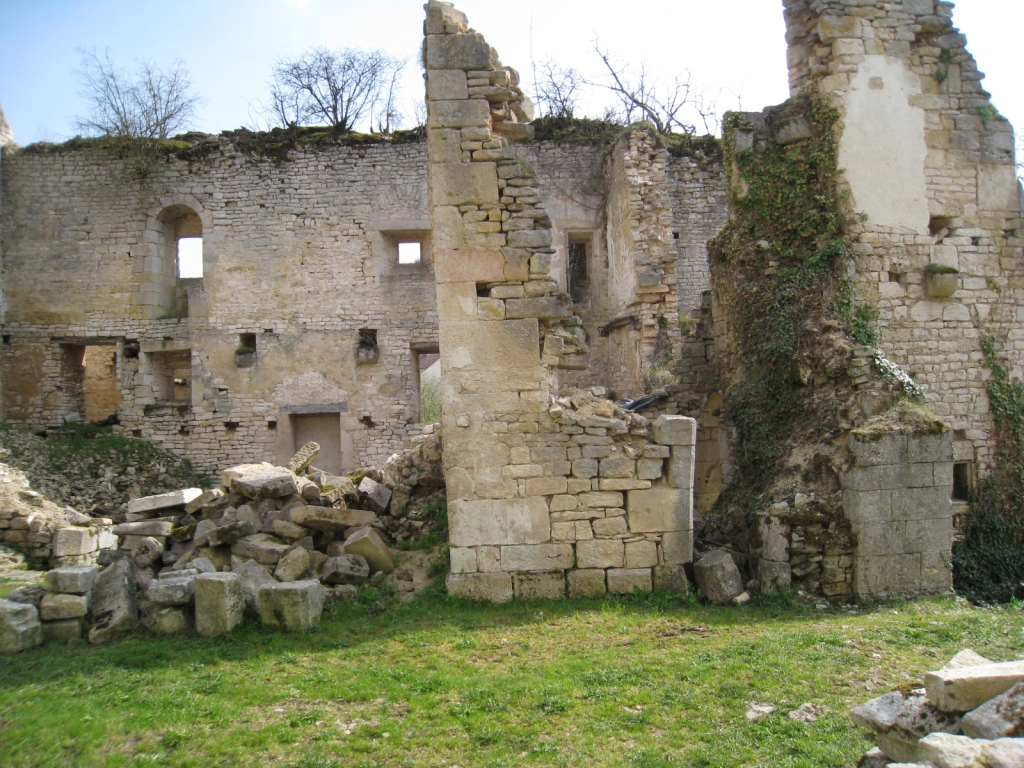
ビュルのコマンドリー
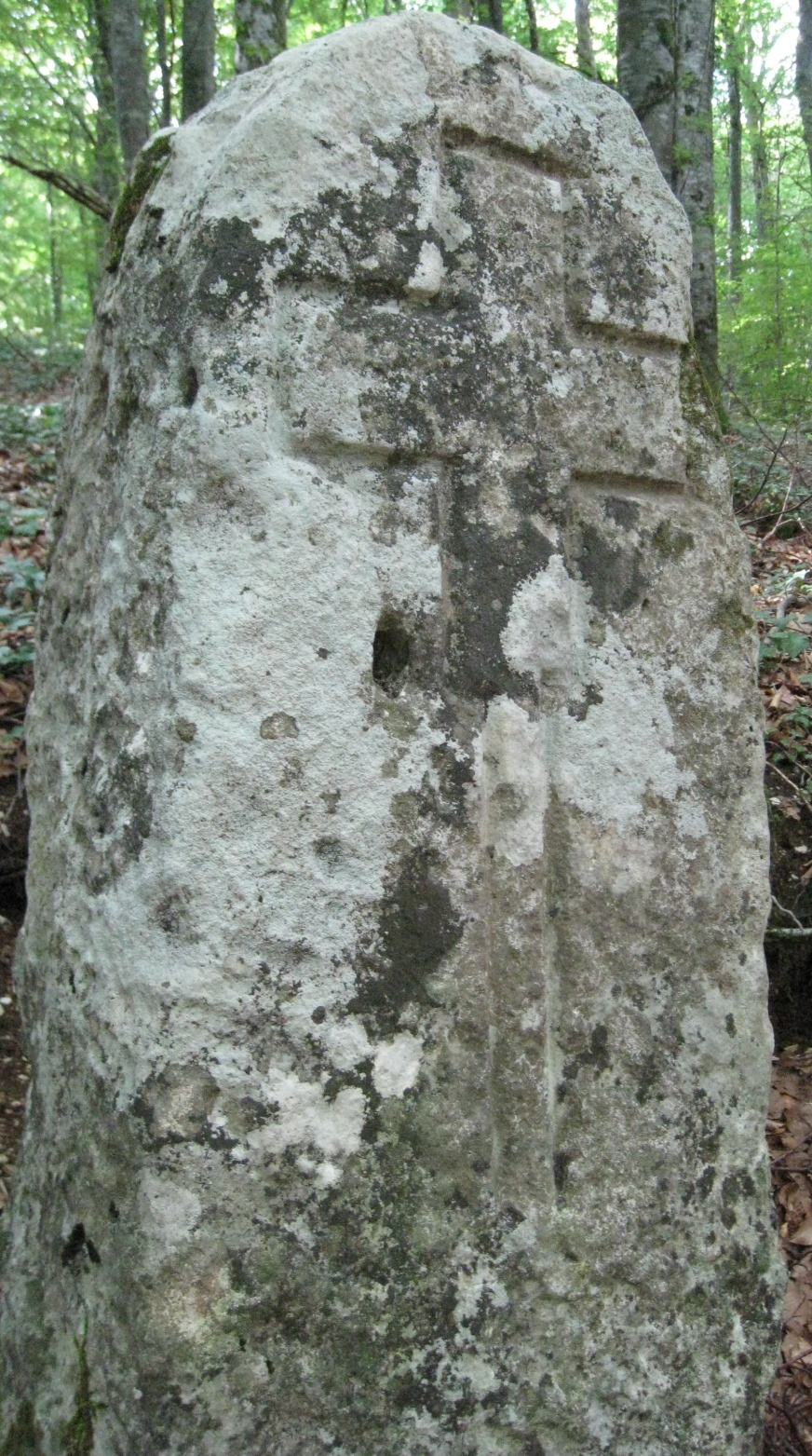
十字架が刻まれた境界の石